# NGC 5418
NGC 5418 est une galaxie spirale barrée située dans la constellation du Bouvier. Sa vitesse par rapport au fond diffus cosmologique est de 4 813 ± 19 km/s, ce qui correspond à une distance de Hubble de 71,0 ± 5,0 Mpc (∼232 millions d'al). NGC 5418 a été découverte par l'astronome britannique John Herschel en 1830.
Selon la base de données Simbad, NGC 5418 est une radiogalaxie.
À ce jour, six mesures non basées sur le décalage vers le rouge (redshift) donnent une distance de 48,850 ± 8,207 Mpc (∼159 millions d'al), ce qui est à l'extérieur des valeurs de la distance de Hubble. Notons que c'est avec la valeur moyenne des mesures indépendantes, lorsqu'elles existent, que la base de données NASA/IPAC calcule le diamètre d'une galaxie et qu'en conséquence le diamètre de NGC 5418 pourrait être d'environ 28,0 kpc (∼91 300 al) si on utilisait la distance de Hubble pour le calculer.

## Groupe de NGC 5374
Selon A.M. Garcia, la galaxie NGC 5418 fait partie du groupe de NGC 5374. Ce groupe de galaxies compte au moins huit membres. Les autres galaxies du groupe sont NGC 5374, NGC 5382, NGC 5384, NGC 5386, NGC 5417, NGC 5434 et UGC 8906.
D'autre part, Abraham Mahtessian mentionne aussi ce groupe, mais il ne contient que trois galaxies, soit NGC 5374, NGC 5382 et NGC 5386.